# ブリゾー (ギリシア神話)

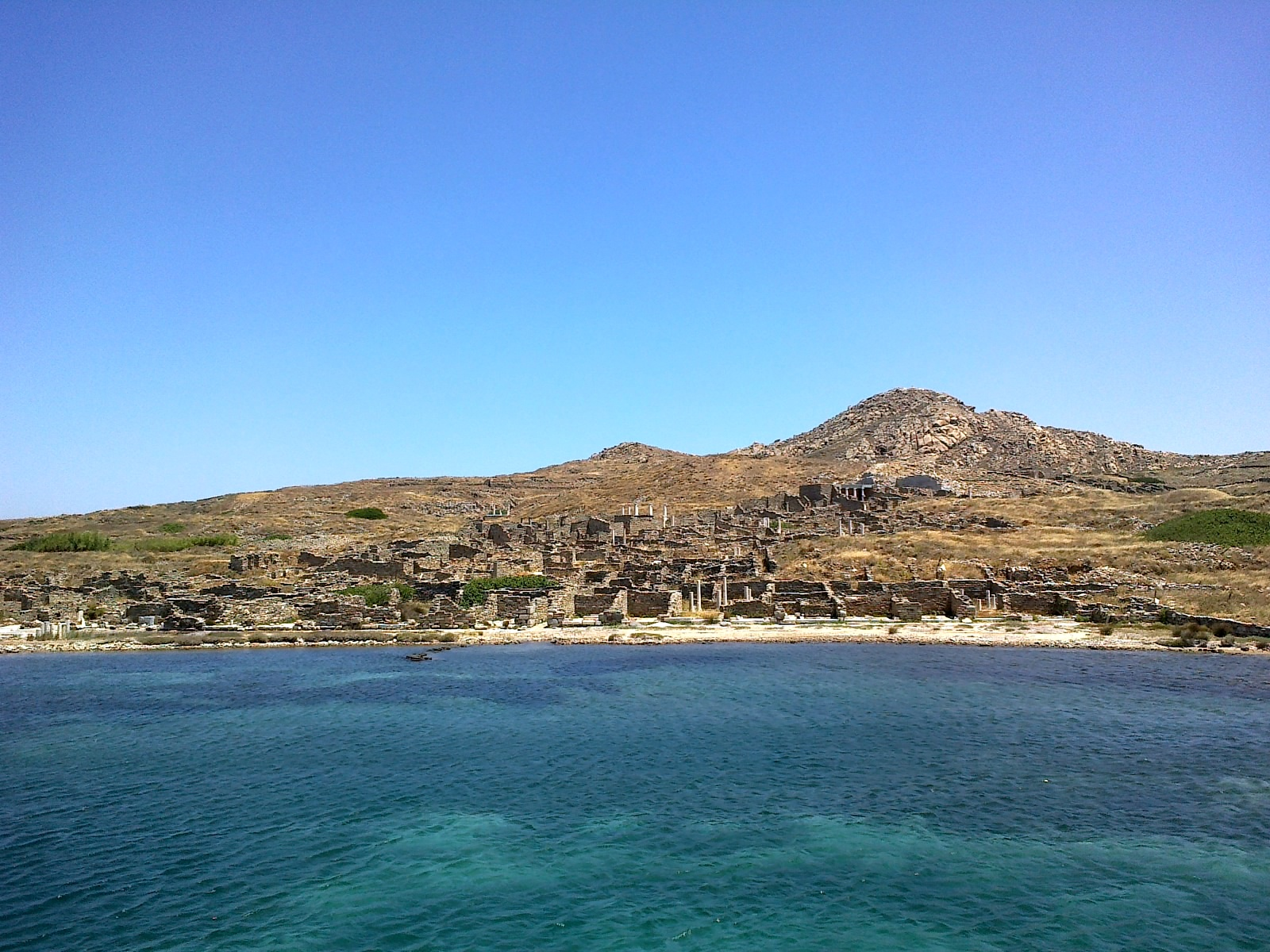
現在のデーロス島。

ブリゾー（古希: Βριζώ, Brizō）は、ギリシア神話の女神である。長音を省略してブリゾとも表記される。航海の保護者で、夢により予言を授けた。
デーロスのセーモス（Semos of Delos）の著書『デーロス島史』を引用するアテーナイオスによると、女神の名前は「うたた寝する」を意味する brizein に由来する。またデーロス島の女性たちはブリゾーを崇拝し、魚を除くすべてのものを犠牲として捧げ、諸事全般について祈ったが、その中でも特に航海の安全について祈ったという。